# Цинциннати чили
Цинциннати чили (англ. Cincinnati chili) — густой мясной соус, который используется для смешивания со спагетти или для начинки хот-догов. Это блюдо является самым известным региональным блюдом Цинциннати. Его подают во многих ресторанах различных сетей быстрого питания в районе Цинциннати в США, а также по всему Огайо, в Кентукки и Индиане. Его также можно встретить во Флориде, Мичигане и Западной Вирджинии. Цинциннати чили можно консервировать и/или замораживать, также его можно приобрести в других штатах США в магазинах. 

## История

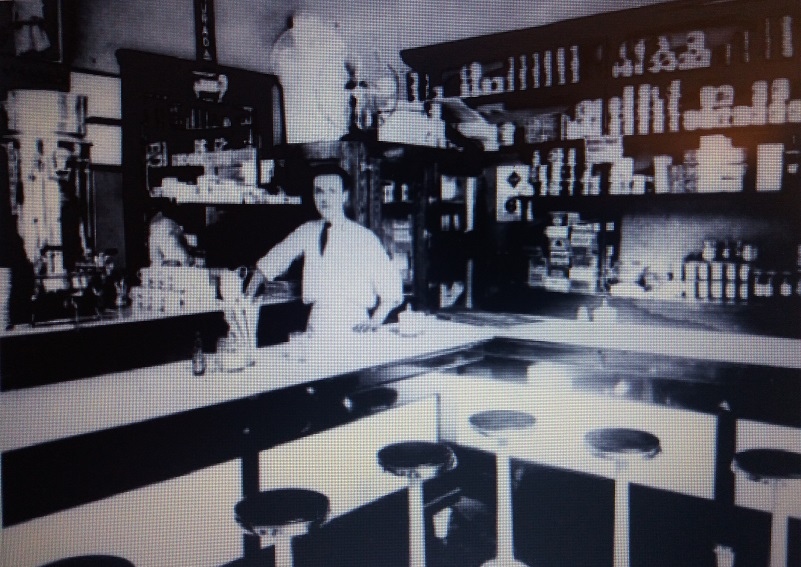
Джон Кираджиев позирует в Empress Chili в 1925 году

Цинциннати чили возник у рестораторов-иммигрантов болгарско-македонского происхождения, которые пытались расширить свою клиентскую базу, выйдя за рамки узко этнической кухни. Том (Атанас) и Джон (Иван) Кираджиевы эмигрировали в 1921 году из деревни Хрупишта (современный Аргос-Орестикон), спасаясь от Балканских войн и Первой мировой войны. Они начали подавать «стью с традиционными средиземноморскими специями» в качестве начинки для хот-догов, которые они называли «кони» (англ. coney) в 1922 году в своей палатке для хот-догов, расположенной рядом с театром бурлеска под названием «Императрица», в честь которого они и назвали свой бизнес.
Том Кираджиев использовал соус, чтобы изменить традиционное блюдо, предположительно паститсио, мусаку  или сальтса кима (популярная начинка для спагетти в Греции)  , чтобы придумать блюдо, которое он назвал «чили спагетти» . Сначала он разработал рецепт приготовления спагетти с перцем чили, но изменил свой рецепт в ответ на запросы клиентов и начал подавать соус в качестве начинки, в конечном итоге добавив тертый сыр в качестве начинки для спагетти с чили и булочек кони.
Название «чили» часто сбивает с толку тех, кто не знаком с этим блюдом, потому что слово «чили» отсылает к «чили кон карне», с которым оно не имеет никакого сходства.

## Приготовление и подача

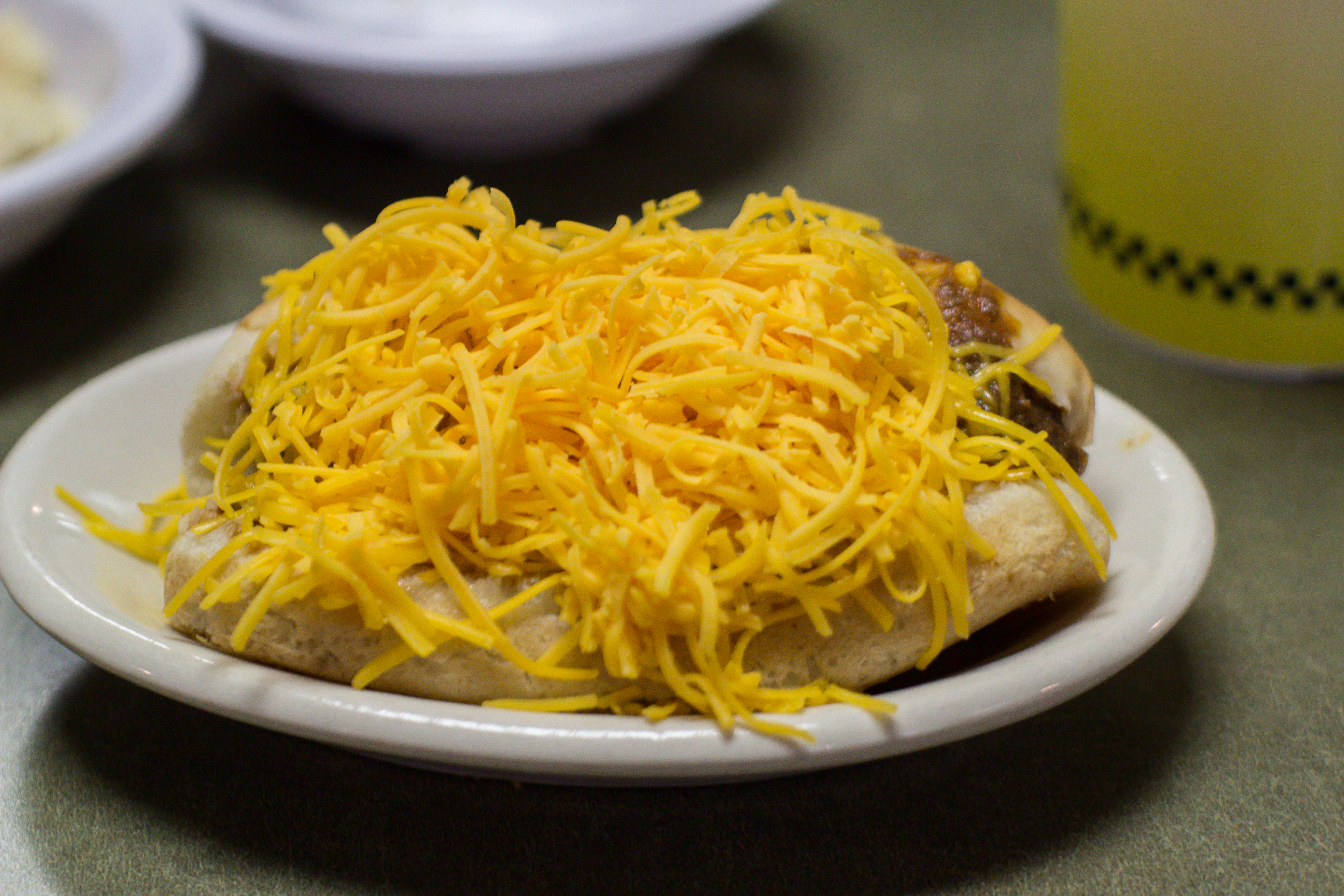
Цинциннати чили в булочке (кони) с сыром

Сырой говяжий фарш крошат и варят в воде и/или бульоне, затем добавляют томатную пасту и приправы и варят смесь на медленном огне в течение нескольких часов до образования жидкого мясного соуса. Чили Цинциннати всегда приправляют корицей, душистым перцем, гвоздикой, тмином, мускатным орехом и порошком чили. Многие домашние рецепты требуют небольшого количества темного несладкого шоколада.  Также соус часто охлаждают ночью в холодильнике, чтобы можно было легко снять жир и дать возможность проявиться вкусу, а затем разогревают перед подачей.

### Система «способов»
Чтобы сделать заказ более эффективным, братья Кираджиевы создали особую систему заказов, состоящую из «способов». С тех пор этот стиль копировали и модифицировали многие другие владельцы ресторанов, часто греческие и македонские иммигранты, которые работали в ресторанах «Императрицы», а затем открыли свои собственные кафе с Чили, часто следуя бизнес-модели вплоть до размещения своих ресторанов рядом с театрами.
Заказ Цинциннати чили основан на определенном ряде ингредиентов: чили, спагетти, тёртый сыр чеддер, нарезанный кубиками лук и фасоль . Число перед словом way («способ») определяет, какие ингредиенты включены в каждый заказ Чили . Так, клиенты заказывают:
- Two-way: спагетти с чили [4] (также называется «чили спагетти»)
- Three-way: спагетти, чили и сыр [4]
- Four-way onion: спагетти, чили, лук и сыр[4]
- Four-way bean: спагетти, чили, фасоль и сыр[4]
- Five-way: спагетти, чили, фасоль, лук и сыр[4]

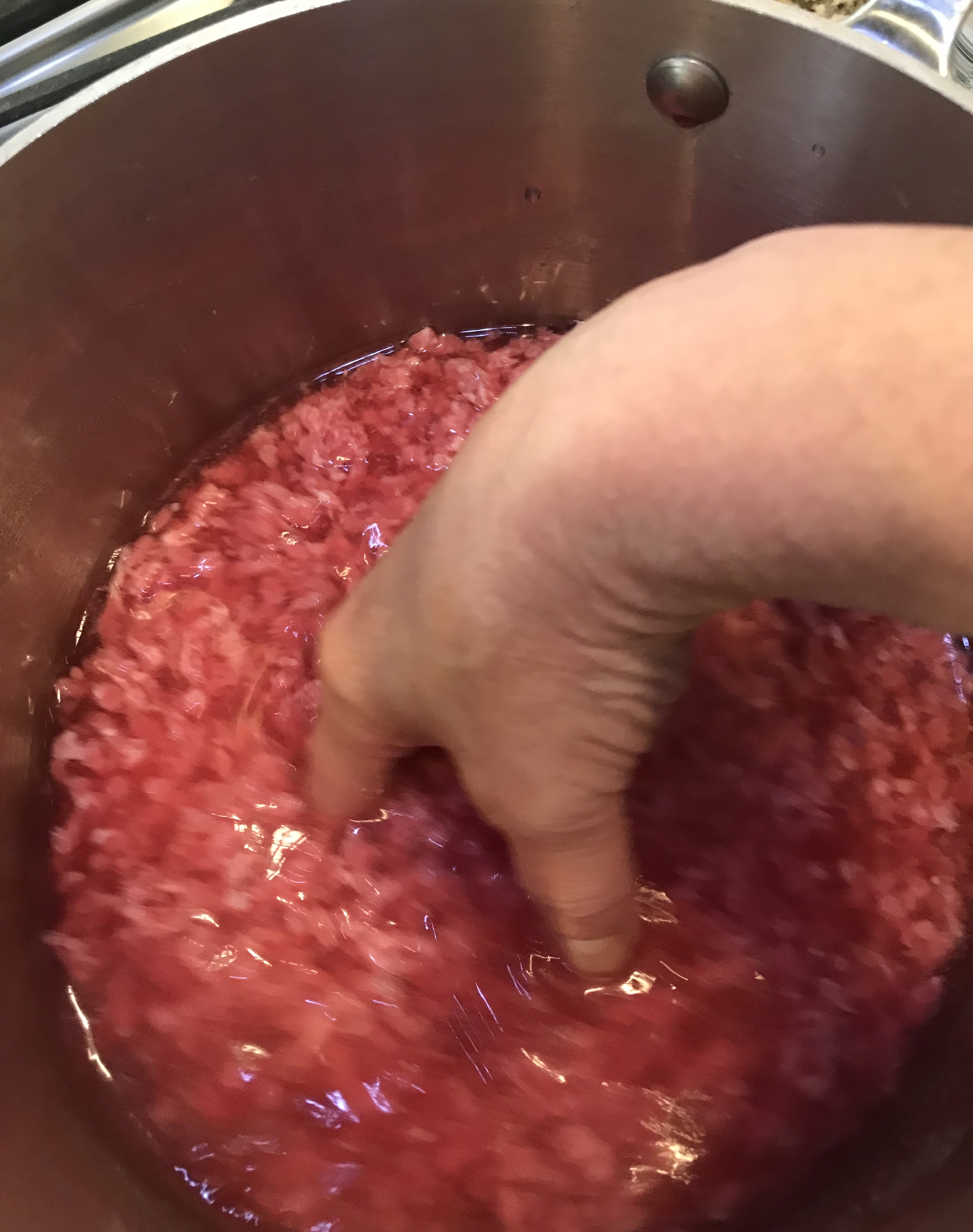
Говяжий фарш крошат в воду
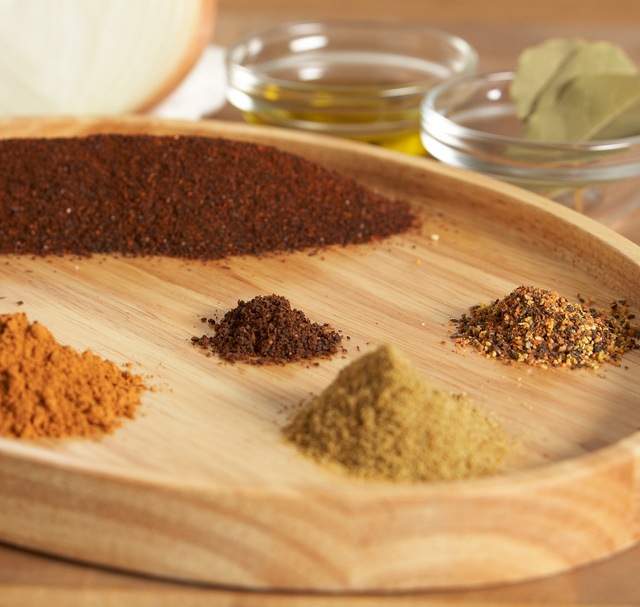
Добавляют специи и томатную пасту, воду доводят до кипения и варят несколько часов.
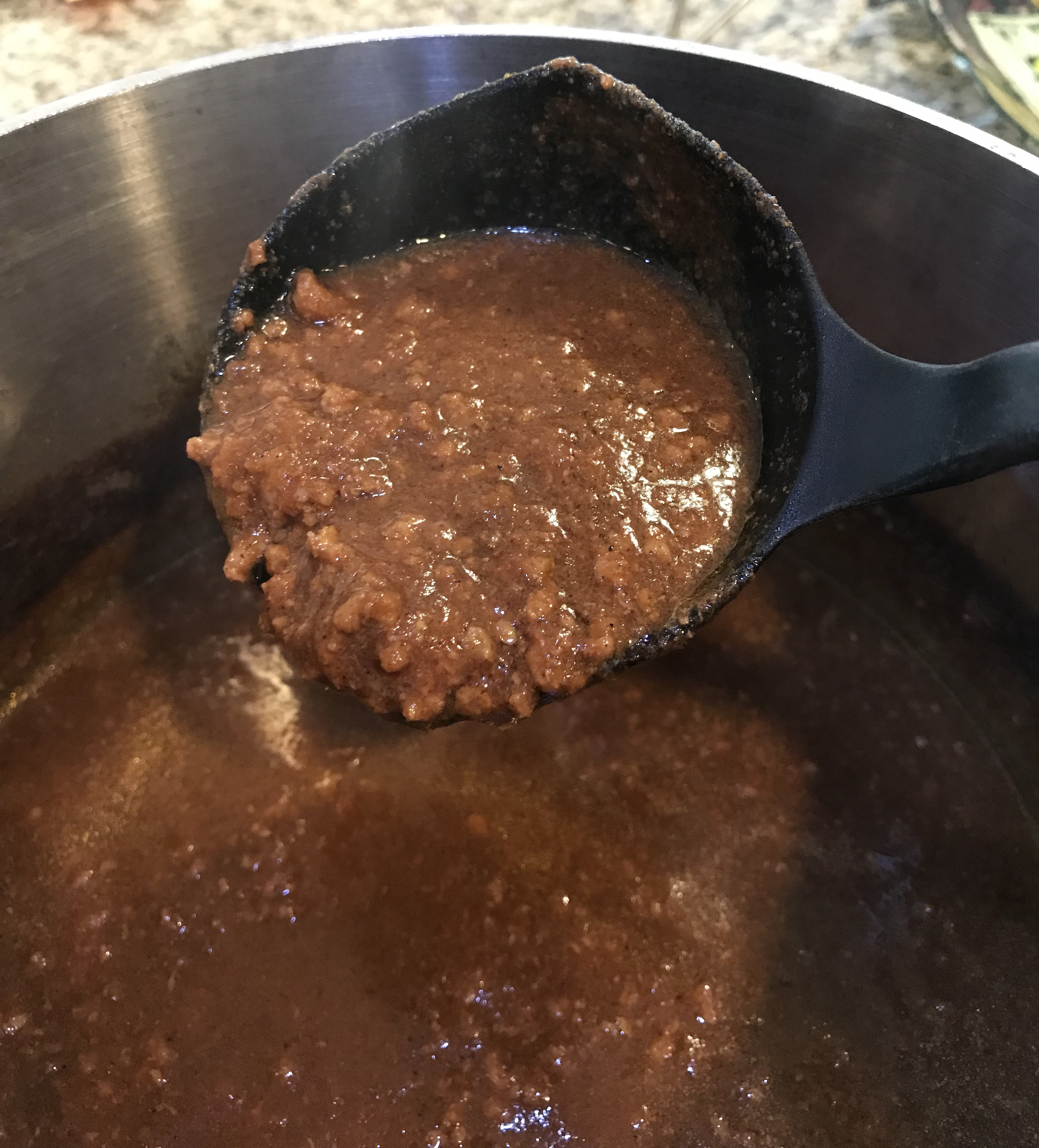
Готовый Цинциннати чили
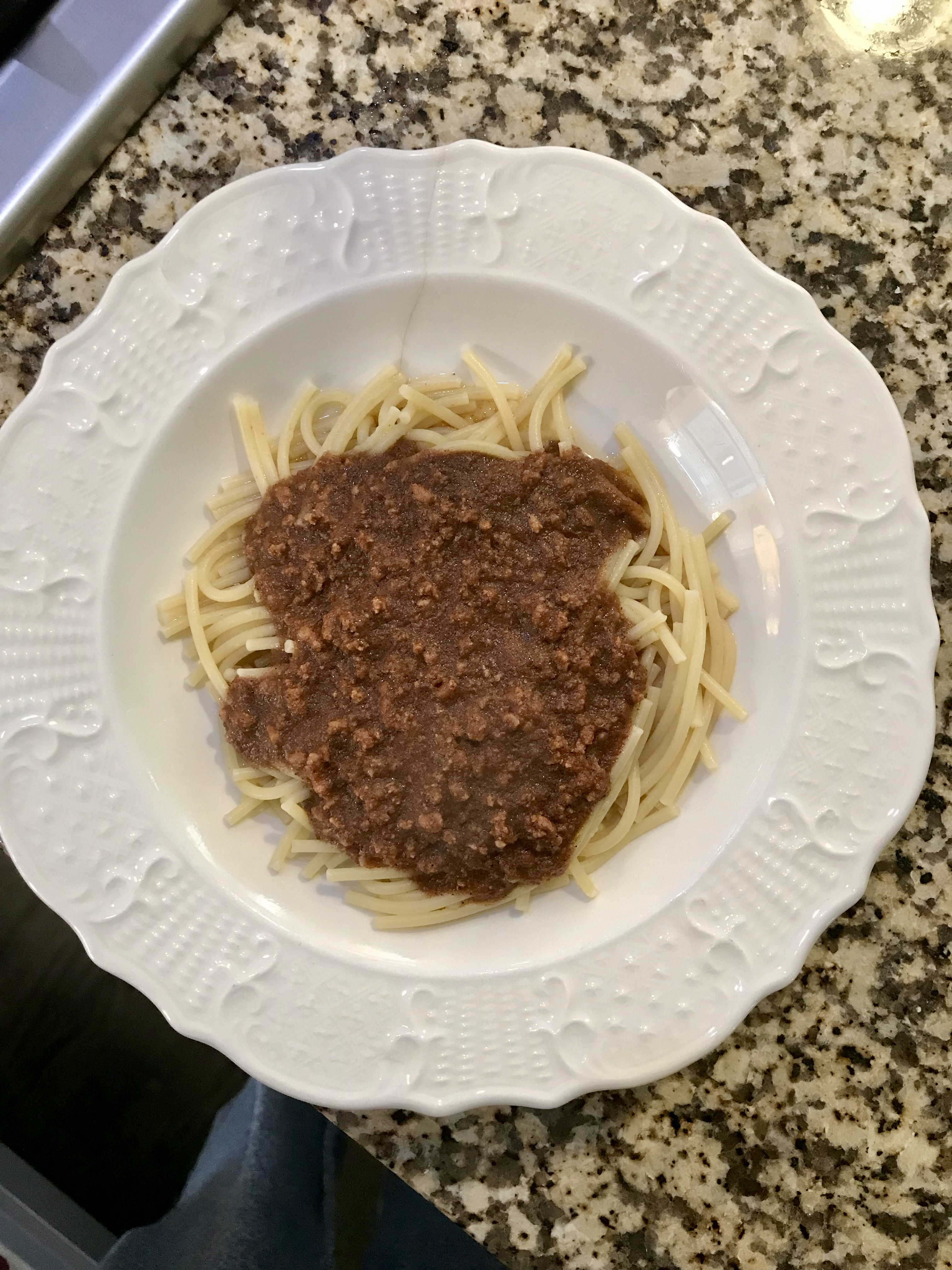
Спагетти с Цинциннати чили
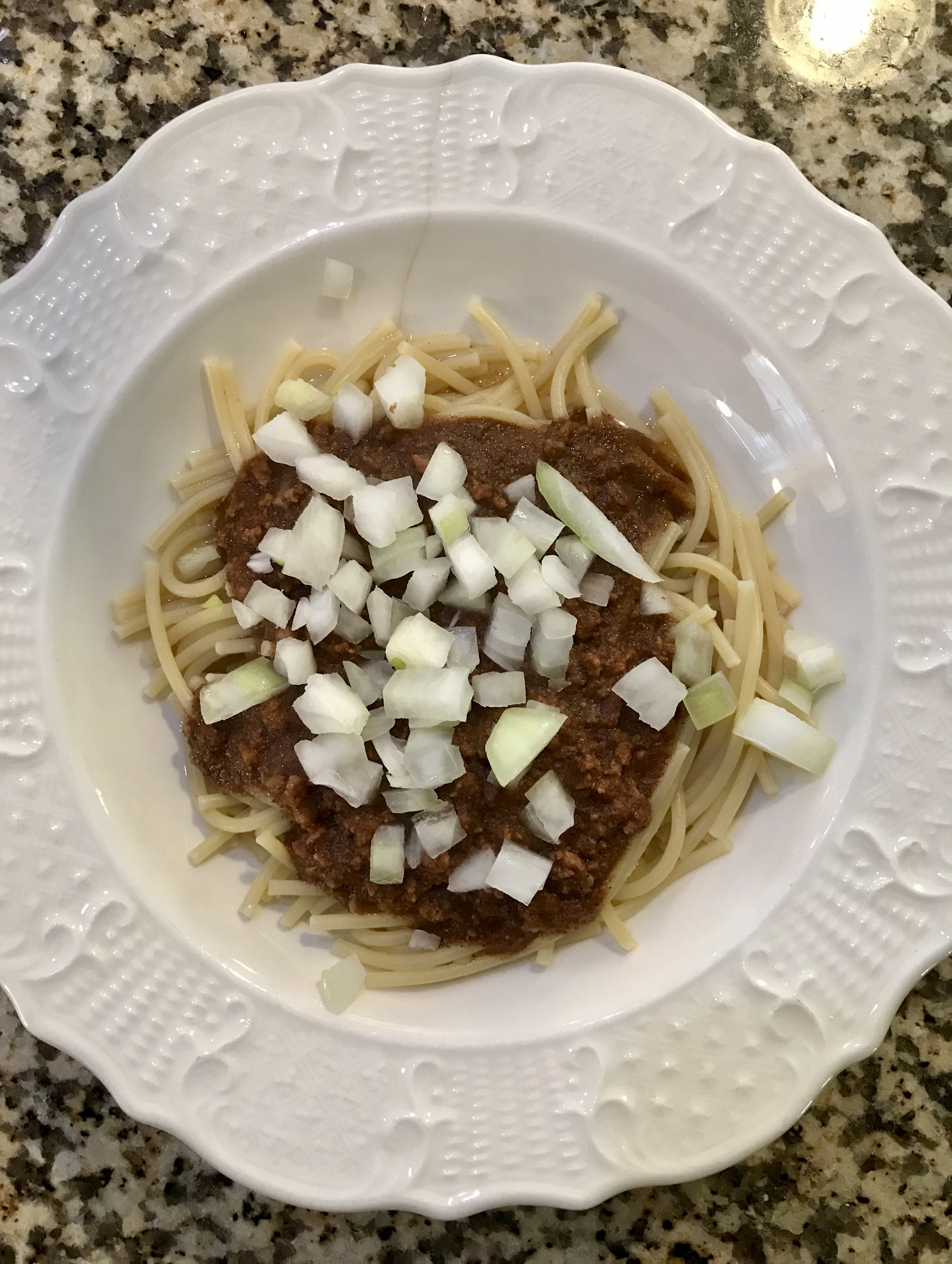
Спагетти с Цинциннати чили и луком
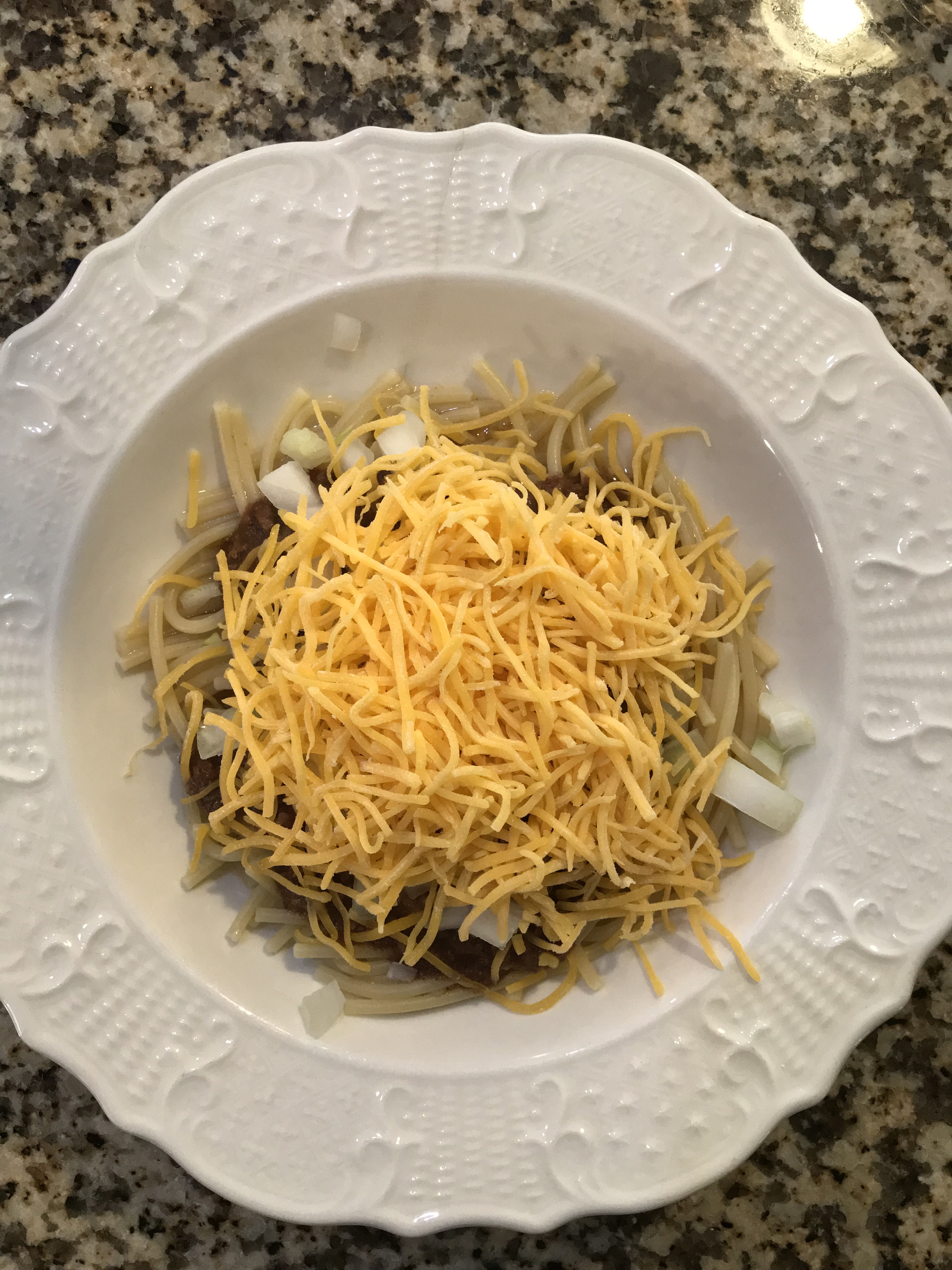
«Четвертый способ» с тёртым сыром
«Пятый способ»